# Sloan Park
Der Sloan Park ist ein Baseball-Stadion in der US-amerikanischen Stadt Mesa im Bundesstaat Arizona. Der Bau des Stadions begann 2012 und es wurde im Jahr 2014 eröffnet.
Der Hauptbetreiber sind die Chicago Cubs. Der Baseballplatz dient als Frühjahrstrainingsstätte und ist auch das Zuhause der Arizona League Cubs der Arizona League und der Mesa Solar Sox der Arizona Fall League. Der Sloan Park wurde von den Bewohnern der Stadt Mesa gebaut und bezahlt, genehmigt durch eine Wahlprüfung. Es wurde in erster Linie für das Frühjahrstraining der Chicago Cubs gebaut, die zuvor im nahegelegenen Hohokam Stadion gespielt hatten. Der Spielfläche entsprechen weitgehend den Massen des regulären Heimstadions der Cubs, dem Wrigley Field.
Mit 15.000 Plätzen ist der Sloan Park das größte Frühjahrstrainingsstadion der Major League Baseball und übertrifft die Camelback Ranch in Glendale, die Frühjahrstrainingsstätte der Chicago White Sox, um 2.000 Plätze.
Anfangs wurde der Baseballplatz Cubes Park genannt. Am 8. Januar 2015 wurde bekannt gegeben, dass das Sanitärtechnikunternehmen Sloan Valve Company einen Vertrag über den Sponsornamen unterzeichnet hat. Dadurch wurde der Park in Sloan Park umbenannt.